# Lobelina
Lobelina es el nombre de un alcaloide que se encuentra en varias plantas, entre ellas la Lobelia inflata, la Lobelia tupa, la Lobelia cardinalis, la Lobelia siphilitica y la Hippobroma longiflora. En su forma pura se presenta como un polvo que se disuelve fácilmente en agua.

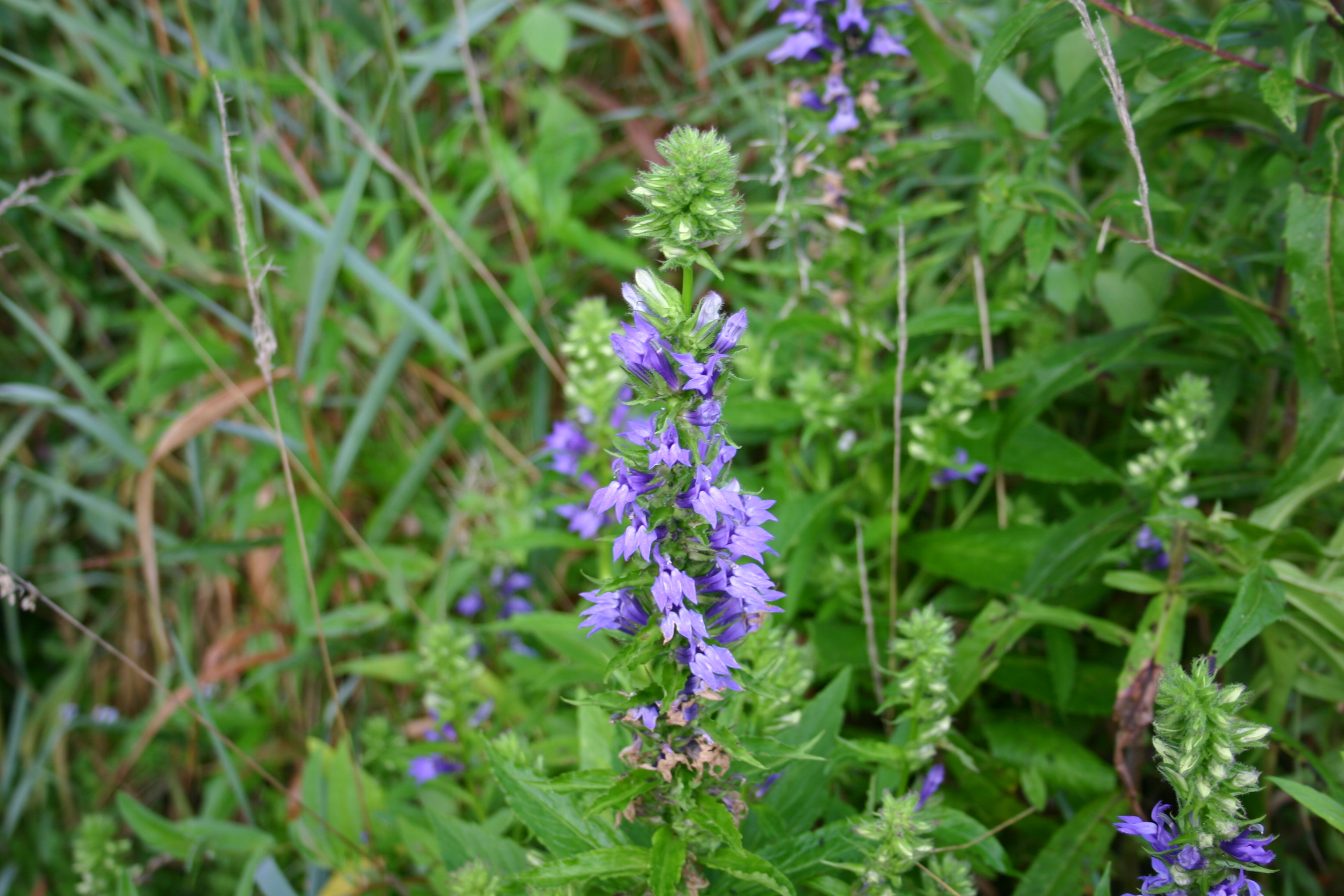
Lobelia siphilitica

La lobelina se ha usado como sustitutivo de la nicotina en tratamientos para abandonar esa adicción, y se ha aplicado también en tratamientos para la adicción o abuso de otras drogas, como la anfetamina, la cocaína o el alcohol.
La lobelina actúa a través de diferentes mecanismos, como el ligando del transportador vesicular de monoamina (VMAT2), reduciendo la liberación de dopamina causada por la metanfetamina. También es un inhibidor de la recaptación de la dopamina y la serotonina, actuando de manera mixta como agonista-antagonista en los receptores nicotínicos y como antagonista en receptores μ-opioides.